# 共働き
共働き（ともばたらき）とは、夫婦がともに雇用されて働いていること。類語に共稼ぎ（ともかせぎ）がある。働き手が家庭に2人いることから、俗に「2馬力」とも呼ばれる。また共稼ぎ世帯はダブルポケット族とも呼ばれていた。パワーカップルという言葉には絶対的定義がまだ確立していないが、子供の有無を問わずに「夫婦とも年収700万円以上の夫婦」であれば日本国全世帯の0.5％が該当、「夫が600万円以上かつ妻が400万円以上の夫婦」であれば日本国全世帯の1％が該当する。
対義語は「片働き」。

## 概説
夫が働き、妻は専業主婦として家事に従事するという形体から共働きへの変化は、消費活動や労働・福祉行政など、社会の様々な部分へ影響を及した。
以下では、共働きによる影響をいくつか上げる。
- 消費活動
  - 外食、中食の増加。

- 労働・福祉行政
  - 育児休暇（育児休業）、保育所の増設などの子育て支援。

- 少子化対策
  - 少子化の一因として、正社員減少等による家計の不安定化が挙げられるが、共働きによって解消できる。ただし、子育て支援が十分でない場合は、逆に共働きは少子化の要因ともなり得るとも言われる

- 家庭内労働者(家事代行サービス)による家庭内作業代行

## 日本

### 推移
1980年代から1990年代頃まで、夫が働いて妻は仕事をしていないという世帯が減る一方で、夫婦がともに被雇用者として働いている世帯は増加している。その後、1990年代後半に共働き世帯が専業主婦世帯を逆転する。以後その差は拡大していき2022年現在共働き世帯は1,278万世帯、専業主婦世帯は517万世帯と2倍以上の差がある。

### 意識
結婚後も全ての共働き夫婦が共働きを望んでいるかというと、そうは言えない。例えば三浦展は著書『下流社会』において「主婦は、結婚後は専業主婦となることを理想としている」と述べているし、小倉千加子は若い女性の専業主婦願望を「新・専業主婦志向」と呼んでいる。

### その他
大分県日田市は2006年2月に市職員の人件費削減を目的として、夫婦や親子などがいずれも市役所職員で生計を一にする場合、給与をひとりあたり2割削減するという計画を発表した。しかし「同じ労働には同じ対価が支払われるべき」「法の下の平等に反する」などの批判を受け、計画を撤回した。nikkansports.comに掲載の関連記事

## ヨーロッパ
ヨーロッパ諸国では扶養控除がないため、共働きが一般的である。

## 中国
中国では共働きが一般的であるが保育制度が未整備のため保育は祖父母やお手伝いさんに頼むなど各家庭で対応している。なお、小学校は全寮制であることも多く週末のみ家庭に帰る子どもも多い。